# Földigiliszta-félék
A földigiliszta-félék (Lumbricidae) a gyűrűsférgek (Annelida) törzsébe, ezen belül a nyeregképzők (Clitellata) osztályába, a kevéssertéjűek (Oligochaeta) alosztályába, a Haplotaxida rendbe és a Lumbricina alrendbe tartozó család.

## Származásuk, elterjedésük
Elterjedése  holarktikus; ezen belül a fajok nagy többsége a palearktikus faunatartományban él. Észak-Amerikában (tehát a nearktikus faunatartományban) a családnak mindössze két neme (Eisenoides és Bimastos) őshonos.

## Megjelenésük, felépítésük
Jól láthatóan gyűrűzött, hengeres testű  állatok. Egy külső gyűrű egy belső szelvénynek felel meg. Amikor összehúzódnak, hosszuk kb a felére zsugorodik. Az első kivételével minden gyűrűhöz 4 pár merev kampóserte kapcsolódik. A keskenyebb testvégen a szájnyílás, a másikon a végbélnyílás található.
Az állat testét csupasz, nyálkás bőr fedi, ennek típusa egyrétegű hengerhám. A bőrével védekezik, lélegzik és fényt érzékel. A bőre ugyanakkor a mozgásában is részt vesz, mert összenőtt az alatta lévő izommal. Az izomzat a testet tömlőszerűen veszi körül. Innen a mozgásszerv neve, a bőrizomtömlő. A földigiliszta testének első harmadán néhány gyűrű sötétebb színű és vastagabb. Ez a nyereg, amely a bőrizomtömlőből kialakult szaporítószerv. Váladékából az állat egy kis tartályfélét képez, amelybe aztán a petéit helyezi. A kis petetartó képződmény neve gubó.
A földben vagy az iszapban élnek, néhány fajuk kétéltű. A táplálkozási lánc alján helyezkednek el.
A Kárpát-medencében a földigiliszta-félék családjából mintegy 60 faj található meg. Az itt élő fajok szelvényszáma 50-350, a kifejlett példányok testhossza 1,5 és 50 cm között változik.

## Életmód
Hasznos állatok, a talajban lévő növényi részekkel táplálkozva trágyát állítanak elő. Az ürülékükkel és földalatti járataikkal a talaj minőségét javítják. Minimum művelésű mezőgazdálkodási területeken sokkal több a talaj egészségét jelző földigiliszta. A horgászok gyakran használják csaliként legismertebb faját, a közönséges földigilisztát (Lumbricus terrestris).

## Rendszerezés
A földigiliszta-félék besorolása a legújabb genetikai alapú (filogenetikus) rendszertani osztályozás szerint:
Ország: Állatok (Animalia)

Alország: Valódi szövetesek (Eumetazoa)

Csoport: Ősszájúak (Protostomia)

Főtörzs: Tapogatós-csillókoszorús állatok (Lophotrochozoa)

Csoport: Csillókoszorús lárvájúak (Trochozoa)
- Törzs: Gyűrűsférgek (Annelida)
  - Osztály: Nyeregképzők (Clitellata)
    - Alosztály: Kevéssertéjűek (Oligochaeta)
      - Rend: Haplotaxida
        - Alrend: Lumbricina
          - Öregcsalád: Lumbricoidea
            - Család: Földigiliszta-félék (Lumbricidae)

### Nemeik
- Allolobophora
- Allolobophoridella
- Aporrectodea
- Cernosvitovia
- Dendrobaena
- Dendrodrilus
- Eisenia
- Eiseniella
- Eiseniona
- Eophila
- Ethnodrilus
- Eumenescolex
- Fitzingeria
- Helodrilus
- Iberoscolex
- Kritodrilus
- Lumbricus
- Microeophila
- Murchieona
- Octodriloides
- Octodrilus
- Octolasion
- Orodrilus
- Perelia
- Postandrilus
- Proctodrilus
- Prosellodrilus
- Reynoldsia
- Satchellius
- Scherotheca

### Egyes fajaik
- közönséges földigiliszta (Lumbricus terrestris) – kozmopolita
- erdei giliszta (Lumbricus polyphemus) – a Kárpát-medencében a legnagyobb földigiliszta-faj, 15–50 cm, barna erdei talajban gyakori
- tejfehér giliszta (Octolasion lacteum) – mészben gazdag talajokban él, kozmopolita
- rózsaszínű giliszta (Aporrectodea rosea) – nyáron diapauzába vonul
- trágyagiliszta (Eisenia fetida) – a szerves hulladék lebontásában fontos
- világító giliszta (Eisenia lucens) – hegyvidéki, korhadó fatörzsekben él
- barlangi giliszta (Helodrilus mozsariorum) – megtalálható például a Baradla-barlang vízzel telt szifonjaiban